# 理查德·普里斯特曼
理查德·普里斯特曼（英語：Richard Priestman，1955年7月16日—），英国男子射箭运动员。他曾代表英国参加1984年、1988年和1992年夏季奥林匹克运动会射箭比赛，获得二枚铜牌，均来自男子团体反曲弓项目。